# Azalea
Azaleaerne er blomstrende buske, der udgør en del af slægten Rododendron. Indtil 1834 var de klassificeret som deres egen slægt, men nu er de to underslægter af Rododendron: Haveazalea (Pentanthera) og Japansk azalea (Tsutsuji).
En af de store forskelle mellem azaleaerne og de andre arter i rhododendronslægten er deres størrelse. En anden er måden de danner blomster. De andre rododendron har blomster i klynger, mens azalea kun har en blomst per stængel. Til gengæld har de så mange stængler, at de i blomstersæsonen er helt dækket af blomster.

## "Slægten" Azalea
Så sent som i 2004 blev der stadig solgt rododendron under 
slægtsnavnet Azalea, det drejer sig om følgende sorter:
- Azalea 'Aurore'
- Azalea 'Berry Rose'
- Azalea 'Coccinea Speciosa'
- Azalea 'Daviesii'
- Azalea 'Don Quichotte'
- Azalea 'Fabiola'
- Azalea 'Fireball'
- Azalea 'Gibraltar'
- Azalea 'Glowing Embers'
- Azalea 'Golden Eagle'
- Azalea 'Golden Flare'
- Azalea 'Goldstück'
- Azalea 'Golden Sunset'
- Azalea 'Harvest Moon'
- Azalea 'Homebush'
- Azalea 'Hortulans H. Witte'
- Azalea 'Hotspur Red'
- Azalea 'Lemonora'
- Azalea 'Joulie Madame'
- Azalea 'Klondyke'
- Azalea 'Kosters Brilliant Red'
- Azalea 'Königin Emma'
- Azalea luteum
- Azalea 'Mathilde'
- Azalea 'Persil'
- Azalea 'Pink Delight'
- Azalea 'Royal Command'
- Azalea 'Satan'
- Azalea 'Saturnus'
- Azalea 'Snow White'
- Azalea 'Schneegold'
- Azalea 'Strawberry Ice'
- Azalea viscosa
- Azalea 'White Throat'
- Azalea pontica